# Brachiaria pubescens
Brachiaria pubescens là một loài thực vật có hoa trong họ Hòa thảo. Loài này được (Chiov.) S.M.Phillips mô tả khoa học đầu tiên năm 1991.